# Rue du Moulin-des-Lapins
La rue du Moulin-des-Lapins est une voie située dans le quartier de Plaisance du 14e arrondissement de Paris.

## Situation et accès
La rue du Moulin-des-Lapins relie la rue du Château à la rue Sainte-Léonie et longe le Jardin Françoise-Héritier.
Elle est desservie parla ligne 13 à la station Pernety.

## Origine du nom
Son nom fait référence à un ancien lieu-dit situé à proximité qui donnait son nom à la « rue du Terrier aux lapins », actuelle rue Didot. Cette rue longeait le domaine de l'ancien château du Maine. 
Ce lieu-dit comptait un marchand de vin chez lequel s'est réuni une des premières goguettes de la région parisienne. Le Moulin des Lapins se trouvait à l'époque hors des  barrières de Paris et le vin ne payant pas dans ce cas la taxe de l'octroi était moins cher que dans Paris. Un ouvrage anonyme sur les bals et guinguettes de Paris et des barrières, publié en 1830, parle ainsi du Moulin des Lapins :

« Il y a environ dix-sept à dix-huit ans (donc en 1812-1813), […] quelques bons vivants se rassemblent dans la plaine de Mont-Rouge, au moulin des Lapins ; on y vendait du vin ; on le trouva bon ; ils y revinrent ; ce fut bientôt un besoin pour eux ; il dégénéra en habitude. Les habitués se multiplièrent, et pour se reconnaître ils prirent le nom de lapins, que portait le lieu de la réunion. Dans la suite on y chanta Bacchus, l’Amour et la Folie, et c’est cette société qui fut la mère de toutes les sociétés chantantes qui s’installèrent dans la capitale. »

## Historique
La voie est créée dans le cadre de l'aménagement de la ZAC Didot sous le nom provisoire de « voie AG/14 » et prend sa dénomination actuelle par arrêté municipal du 5 décembre 1996.
Comme l'ensemble de la ZAC, la rue est à l'emplacement d'un ancien dépôt de tramways établi vers 1900 par la Compagnie générale parisienne de tramways sur le vestige du domaine de l'ancien château du Maine et abandonné en 1938. Les hangars sont démolis vers 1990 et le terrain est cédé par la RATP à la ville de Paris pour cet aménagement urbain.